# Salacgrīva
Salacgrīva es la capital del municipio homónimo de la región letona de Pierīga, con una población a fecha de 1 de enero de 2018 era de 7423 habitantes.
Se encuentra ubicada en el centro del país, cerca de Riga y de la costa del golfo de Riga (mar Báltico).

## Historia
La primera vez que Salacgrīva fue conocida como localidad a principios del siglo V, cuando los livonios crearon su asentamiento de Saletsa cerca de la desembocadura del río Salaca. Varios siglos más tarde se construyó el castillo de los caballeros en honor del obispo Alberto en la margen derecha del río Salaca. Fue atacado varias veces durante la guerra de Livonia, por lo que a finales del siglo XVII el castillo sufrió graves daños y posteriormente se derrumbó. El canal por el que navegaban los barcos alrededor del montículo del castillo todavía se puede ver en Salacgrīva.
La evolución de Salacgrīva fue de la mano con el desarrollo de la navegación costera en el Golfo de Riga. Para mejorar la accesibilidad de las embarcaciones mayores, se profundizó el cauce del río Salaca y se construyó un muelle de cantos rodados en la desembocadura del río. Salacgrīva se convirtió en un importante punto de transbordo para la producción de Northern Vidzeme (madera, lino, diferentes cultivos) para su transporte a Pärnu y Riga. Por esta época, cerca de 200 embarcaciones ingresaron al puerto, lo que consecuentemente impulsó el crecimiento de la ciudad y el aumento del número de sus habitantes. Por lo tanto, a fines del siglo XIX había más de 70 edificios residenciales y 40 almacenes. A principios del siglo XX, el flujo de mercancías a Salacgrīva disminuyó debido a la infraestructura ferroviaria que se desarrolló en Vidzeme y al hecho de que la mayoría de los productos se transportaban a través del puerto recién construido en Ainaži, que tenía una conexión directa con la vía del tren.
Después de la declaración de independencia de Letonia a principios del siglo XX, floreció la vida social en Salacgrīva. Con la iniciativa de H.Eidmanis en 1921, se estableció la primera escuela secundaria en Salacgrīva. El 7 de febrero de 1928, Salacgrīva obtuvo el estatus de ciudad. Se produjeron cambios en la vida económica bajo el dominio soviético, cuando se construyó en Salacgrīva una planta de procesamiento de pescado, cuya construcción estaba inicialmente destinada a Ainaži, y se estableció el artel pesquero "Brīvais vilnis" en Salacgrīva. Debido a la evolución de la industria pesquera, se renovó el puerto y se construyó un escenario al aire libre para celebrar la conocida fiesta - Día del Pescador (llamada Fiesta del Mar desde 2001).
Hoy, Salacgrīva es una ciudad provincial en crecimiento de Letonia. Incluso hoy en día, la exportación de madera, la industria maderera, la producción y el comercio de alimentos tienen una gran importancia en la vida económica de Salacgrīva.

## Transporte
La ubicación de Salacgrīva en la carretera A1 (Letonia), parte de la carretera internacional Via Baltica favorece las industrias de tránsito y transporte.

## Turismo
Después de la restauración de la independencia de Letonia, el Centro de información turística del municipio de Salacgrīva fue el primer centro de información turística de Letonia. Comenzó su labor el 21 de junio de 1993, pero fue fundada oficialmente el 3 de noviembre de 1994.
Los 5 principales países desde los que llegan turistas extranjeros a Salacgrīva son Estonia, Alemania, Finlandia, Lituania y Rusia.
Atracciones turísticas más populares:
- Festival Positivus: un festival anual de música y cultura de verano de tres días que toca una variedad de géneros, incluidos indie, pop, folk, electrónica y más estilos intermedios. Positivus Festival ha sido galardonado con el título de "Mejor festival europeo" y se menciona en muchas listas de finalistas como uno de los mejores festivales de música para visitar en Europa.
- 'Lamprey vertederos - técnica de pesca única con una historia de muchos siglos, que hoy en día se utiliza sólo Salacgrīva. Lamprey vertedero es un puente peatonal de diseño especial. Cada año, antes de la temporada, los diques se construyen desde cero, utilizando madera de abeto preparada varios años antes. Para mantener unida la construcción, los pescadores no utilizan clavos ni tornillos, sino amarres específicos.
- El Tesoro: un lugar donde se puede ver una variedad de revistas, libros, juguetes, vajillas y artículos de interior del período soviético, así como equipos de audio, video y cámara de los primeros modelos.
- El Museo de Salacgrīva: puede ver la exposición permanente "Zutiņš murdā" (Lamprea en la olla de pescado) que muestra la historia y las tradiciones de pesca en la costa de Vidzeme, así como el antiguo método de pesca de la lamprea .
- Paseo de Salaca y el faro - El faro fue construido en 1925. Es una torre blanca de forma rectangular con un farol rojo. Hoy en día ya no funciona pero alguna vez sirvió a todos los pescadores para encontrar el camino a casa. El faro se construyó debido a los numerosos bancos de arena cerca de la costa entre Salacgrīva y Ainaži. El golfo de Riga era la zona más peligrosa para la navegación. Para proteger las costas de Salaca de la erosión, los vecinos decidieron construir un paseo marítimo. Se creó trayendo piedras de la zona. El paseo Salacgrīva se inauguró en mayo de 2014.
- La estufa de cerámica Naborigama - cocklestove o naborigama fue construida en el verano de 2007. La estufa puede alcanzar temperaturas de horneado de porcelana de más de 1300 grados. Para conseguir el calor necesario todos los años en julio se calienta la estufa durante una semana. Después de una semana de abrir el horno, los artistas se reúnen para ver los resultados de su obra de arte.

## Cultura
- Biblioteca

La asociación Social de Salacgrīva se estableció en la ciudad a fines del siglo XIX. Con la ayuda de la asociación, el 4 de agosto de 1902, se fundó la biblioteca de la Asociación social de Salacgrīva, que luego se trasladó al edificio de la asociación recién construido, que se construyó en 1912. Al principio, se podían almacenar 300 libros de contenido diverso. encontrado allí, mientras que más tarde el número de libros aumentó hasta 700 volúmenes. En 1957, la biblioteca se dividió en dos partes: la biblioteca municipal de Salacgrīva estaba separada de la biblioteca infantil.
- Museo

Desde 1998, cuando se estableció el Museo de Salacgrīva, ha funcionado como el centro de la historia de la región para lugareños, turistas e investigadores de historia. Materiales sobre la pesca y la pesca en las cercanías del río Salaca, la costa del mar en el norte de Vidzeme, sobre la pesca de lampreas antiguas con presas, la historia de Salaca y las casas señoriales de Svētciems, en cuyas tierras se desarrolló Salacgrīva, sobre la vida económica y política del pueblo, escuelas, iglesias y templos de la vecindad, sobre conocidos lugareños que han demostrado gran éxito en la pedagogía, la ciencia, la cultura y las artes, en los negocios, la política y la economía se encuentran en los archivos del Museo de Salacgrīva.

## Eventos locales
- El festival de la máscara tiene lugar en febrero. Durante el festival en la ciudad hay talleres en los que todos pueden crear una máscara para ellos mismos. Hay varios eventos musicales tradicionales.
- En mayo hay 2 eventos: La noche de los museos y Festival de los balseros en los que todos pueden aprender las habilidades de amarrar balsas usando herramientas de balseros.
- Junio es el momento del Festival de música acústica. La idea principal es popularizar las tradiciones de la música acústica. Durante el festival hay talleres y seminarios de instrumentos musicales antiguos.
- El segundo sábado de julio la gente puede disfrutar de muchos eventos culturales y de entretenimiento en Festival del Mar. Durante el día hay pescadería, conciertos, bailes, paseos en el mar con pequeños barcos y barcos de pesca.
- Una semana después hay Positivus, que es el festival de música y arte más grande e importante de los países bálticos.
- A finales de julio tiene lugar el Festival de música clásica en el que se dan muchos conciertos de música clásica de alto nivel.
- Agosto está asociado con Salacgrīva Town Festival, cuando el viernes por la noche comienza con demostraciones de películas históricas, el sábado por la mañana continúa con un gran mercado local, talleres creativos, actividades y conciertos, que son organizados por las asociaciones de la región.
- Para promover un estilo de vida más saludable se organiza anualmente en el mes de septiembre la Maratón de los tres puentes. Se trata de un recorrido de 6,5 km de largo, que se ha mantenido igual durante más de treinta años desde el inicio de esta tradición.
- El Día de la lamprea se celebra el 2.º sábado de octubre. Este día se puede usar para ver todas las lampreas presas en el río Salaca y Svētupe, probar la sopa de lamprea y la lamprea frita caliente. La gente puede ver cómo se captura la lamprea; se pueden escuchar canciones sobre el mar, los ríos y los pescadores y se pueden ensayar algunos pasos de baile.

## Deporte
La municipalidad de Salacgrīva y la municipalidad de Limbaži han establecido conjuntamente una escuela de deportes: la escuela de deportes de la municipalidad de Limbaži y Salacgrīva.
El deporte más popular en Salacgrīva es el baloncesto. Salacgrīva Basketball Club es la principal organización que desarrolla el baloncesto. Su equipo sénior, BK Salacgrīva, participa en la Liga de baloncesto de Letonia 3.ª división. El club consta de cuatro equipos: BK Salacgrīva, Grīva, Kopturis-A, Salacgrīvas vidusskola (el equipo de la escuela secundaria Salacgrīva).
El primer equipo que representó a la ciudad de Salacgrīva en el campeonato regional de baloncesto de Limbažu fue el equipo de baloncesto A/S Brīvais Vilnis en 1994. El equipo de baloncesto más exitoso sigue siendo Zvejnieku parks, que tiene 5 títulos de campeón, 2 de plata y 2 de bronce, seguido por BK Salacgrīva con 5 títulos de campeón (1 como Kopturis-A/Salacgrīva). 2011 fue la última temporada del equipo de parques Zvejnieku, después de que todos los equipos de baloncesto se fusionaran en una gran organización de baloncesto, el club de baloncesto Salacgrīva.
Los principales eventos organizados son "Beach streetball" en la costa de Salacgrīva, "Salacgrīvas Krastu mačs", donde el río Salaca divide los equipos en dos: un equipo representa el lado izquierdo del municipio y el otro el lado derecho.

### Club de baloncesto
El club de baloncesto Salacgrīva es un equipo de baloncesto amateur de Letonia con sede en Salacgrīva, Letonia. BK Salacgrīva es campeón de la tercera división de la liga de baloncesto de Letonia en 2014. BKS comenzó por primera vez en LBL-3 en 2009.

## Religión
- S t. Iglesia Goreti de María  de Salacgrīva (iglesia católica): la llamada iglesia católica "nueva" fue consagrada por Jānis Pujats el 27 de julio de 1997. El arquitecto de esta iglesia fue el presidente del municipio de Salacgrīva, Dagnis Straubergs . El autor del mosaico de la iglesia de Santa María Goreti es Mārīte Folkmane, mientras que la gran cruz del altar y la réplica del Cristo han sido creadas por el artista Pēteris Bārda.
- ' Iglesia Evangélica Luterana Lielsalaca  - fue construida en 1777 como un edificio de madera, que fue reconstruido como una iglesia de piedra desde 1853 hasta 1857. La iglesia se amplió en 1892, adjuntando un altar de 500 asientos. Las siguientes renovaciones de la iglesia también se produjeron en 1927. El 200 aniversario se celebró en la iglesia el 10 de julio de 1997.
- Salacgriva St. Iglesia Ortodoxa Virgen Refugio - fue construida en 1873. El arquitecto de esta Iglesia  - R. Pflug - es también el autor de la Natividad de Cristo o Catedral Ortodoxa en Riga.